# 南垂府君庙
南垂府君庙，位于山西省长治市潞州区老顶山街道南垂村，是一处山西省文物保护单位。
1963年3月，南垂村崔府君庙公布为第二批长治市文物保护单位。2021年8月4日，南垂府君庙公布为第六批山西省文物保护单位，年代为元、清，古建筑类，编号6-140。